# Cham Zhāb
Cham Zhāb (persiska: چَم ژاب, چم ژاب) är en ort i Iran.   Den ligger i provinsen Ilam, i den västra delen av landet, 500 km sydväst om huvudstaden Teheran. Cham Zhāb ligger 574 meter över havet och antalet invånare är 857.
Terrängen runt Cham Zhāb är varierad.Runt Cham Zhāb är det ganska glesbefolkat, med 43 invånare per kvadratkilometer. Närmaste större samhälle är Darreh Shahr, 6,7 km väster om Cham Zhāb. Omgivningarna runt Cham Zhāb är i huvudsak ett öppet busklandskap.